# Ліпосаркома
Ліпосаркома — злоякісна пухлина, що складається з мезенхімальних клітин, що мають тенденцію до диференціювання у жирові клітини. За частотою виявлення ця пухлина посідає друге місце серед усіх новоутворень м'яких тканин.

## Симптоматика
У групі ризику — чоловіки, жінки віком від п'ятдесяти до шістдесяти років. Онкологічна пухлина розвивається повільно, на початкових етапах створює дискомфорт в людини. Найчастіше утворюється на гомілках, сідницях, стегнах, в заочеревинному просторі.
Симптоматика проявляється на стадії прогресивного розвитку новоутворення. Воно досягає певного розміру, після чого пацієнт відчуває:
- Больові відчуття, парез. Інтенсивність болю залежить від індивідуальних особливостей організму, стадії хвороби. Симптом говорить про те, що патологічне вогнище проростає в кісткові тканини, тисне на нервові закінчення;
- Задишку, кашель, слабкість у всьому організмі, нудоту;
- Больові відчуття у серцевому м'язі;
- Прояви тромбозу глибокої вени у ногах, руках. Збільшена пухлина блокує великі судини.
- Вогнища, розташовані в заочеревинній ділянці, тиснуть на внутрішні органи. Це призводить до порушень у роботі систем організму.

## Лікування
Основним методом лікування ліпосаркоми є хірургічне видалення пухлини. Вибір методу оперативного втручання залежить від локалізації, ступеня злоякісності пухлини, її рухливості, первинного чи рецидивного характеру, а також наявності метастазів. Так, наприклад, внутрішньом'язова ліпосаркома повинна видалятися з групою відповідних м'язів. При багатофокусній пухлині, що погано відмежована і розповсюджується по міжм'язових або фасціальних просторах, а також у разі інвазії кістки рекомендовано ампутацію кінцівки.
Рекомендовано післяопераційну радіотерапію (від 40 до 70 Гр), особливо при малодиференційованих та рецидивних пухлинах, а також віддалених метастазах.
Хімієтерапію (доксорубіцин, циклофосфамід, вінкристин, дактиноміцин, блеоміцин, дакарбазин) застосовують при великих неоперабельних пухлинах, пухлинах з високим ступенем злоякісності або за наявності метастазів, її часто проводять у комбінації з оперативним лікуванням та променевою терапією.